# Ванда Метрополитано
Метрополитано Стадион (шп. Estadio Metropolitano, енгл. Wanda Metropolitano), такође се спомиње као Ванда Метрополитано због спонзорских разлога, стадион се налази у Мадриду, у Шпанији. То је домаћи стадион Атлетико Мадрида од сезоне 2017/18. Налази се у насељу Росас у четврти Сан Блас-Канилејас.
Стадион је изграђен као део неуспеле понуде Мадрида за домаћина Светског првенства у атлетици 1997. године, а отворен је 6. септембра 1994. године у власништву заједнице Мадрида. Затворен је 2004. године због кандидатуре града за Олимпијаду 2016. године. Године 2013. прешао је у посед Атлетико Мадрида, који је ту одиграо своју прву утакмицу 16. септембра 2017. године. Стадион је имао капацитет од 20.000 гледалаца након затварања и поново отворен са капацитетом од 67.829 места. Стадион је био домаћин финала Лиге Шампиона 2019. године.

## Име
Стадион је некада био познат под именом Естадио де ла Комунидад де Мадрид (стадион Мадридске заједнице), Естадио Олимпико де Мадрид (Мадридски олимпијски стадион), а још чешће по надимку Естадио де Ла Пејнета (чешаљ). Именска права је купила Ванда Група, кинеска компанија за некретнине. Због прописа УЕФА о спонзорству стадион је познат као Естадио Метрополитано (Метрополитано стадион или Стадион Метрополитано) у маркетиншким материјалима УЕФА.

## Историја
Почетком деведесетих спортски савет заједнице у Мадриду промовисао је понуду града да буде домаћин Светског првенства у атлетици 1997. године. После тога су почеле припреме за олимпијски стадион на истоку Мадрида, поред ауто-пута М-40. Очекивало се да ће локација бити јако урбанизована.
Изградња новог стадиона почела је 1990. године и заснована је на пројекту који је предложио Круз и Ортиз. Завршен је 1993. године, а инаугурација је одржана у септембру 1994. године. Овални стадијум са једноструким бочним слојем капацитета 20.000 места постао је познат као Ла Пејнета (чешаљ) због сличности са традиционалним шпанским чешљем за косу.
Светско првенство у атлетици 1997. године додељено је Атини, а Ла Пејнета је коришћена за мање спортске и културне догађаје током прве деценије свог постојања. Стадион је затворен 2004. године.

## Нови стадион
Стадион је 2004. године затворен због будућег пројекта након Мадридске понуде за Летње олимпијске игре 2016. Након пораза кандидатуре Мадрида 2009. године, направљено је много предлога за будуће коришћење стадиона. Коначно, 11. септембра 2013. године, Атлетико Мадрид је објавио планове за изградњу стадиона на локацији Ла Пејнета. Тако је власништво званично пребачено у клуб.
Нови стадион заменио је Стадион Висенте Калдерон дом Атлетико Мадрида, почевши од сезоне 2017.-18. Клуб је 9. децембра 2016. објавио да ће званично име обновљеног стадиона бити Ванда Метрополитано - Ванда Група због спонзорских разлога и  Метрополитано  након Естадио Метрополитано де Мадрид који је угостио Атлетико Мадрид који је своје мечеве играо на Стадиону Висенте Калдерон.
Може да прими 68.000 гледалаца, са свим седиштима покривеним новим кровом  укључујући 7.000 ВИП седишта, 79 ВИП апартмана познатих као Нептуно Премијум. 4.000 паркинг места ће бити на располагању; 1.000 унутар зграде стадиона и 3.000 испред зграде. Од 15. априла 2017. године навијачи клуба су резервисали око 48.500 сезонских карата.
Дана 17. септембра 2017, манифестација свечаног отварања Ванде Метрополитано била је утакмица Ла Лиге за сезону 2017-18. између Атлетико Мадрида и Малаге. Присуствовао је шпански краљ Фелипе VI, а једини гол постигао је Антоан Гризман. 27. септембра 2017, Ванда Метрополитано је угостила прву утакмицу Лиге Шампиона. Челси је победио Атлетико Мадрид 2–1, постајући први енглески клуб који их је победио код куће на било ком европском клупском такмичењу, и први гостујући тим који је победио на новом стадиону.

## Значајни догађаји
Ла Пејнета је 28. августа била домаћин друге утакмице Суперкупа Шпаније 1996, када је Атлетико Мадрид победио Барселону 3:1 , али је у укупном резултату изгубио 6:5.
Током сезоне 1997/98. у ЛА Лиги 2, Мадридски клуб Рајо Ваљекано одиграо је неке домаће утакмице у Ла Пејнети, због радова на реновирању на свом терену, Кампо де футбол де Ваљекас.
1. и 22. септембра 2002. године, Ла Пејнета је била домаћин деветог Светског првенства у атлетици (ИААФ-у), међународног спортског такмичења које је спонзорисало Међународно удружење атлетских федерација [15]

Дана 20. септембра 2017, убрзо након отварања стадиона, УЕФА је изабрала да буде домаћин завршног меча финала УЕФА Лиге шампиона. Други кандидат је био Олимпијски стадион у Бакуу у Азербејџану, где ће се одржати финале УЕФА Лиге Европе. Ово је пето финале Лиге Шампиона које ће се одржати у Мадриду, након финала 1957, 1969, 1980 и 2010, која су се одржала на стадиону Сантјаго Бернабеу Атлетиковом ривалу Реал Мадриду.
Шпанске новине објавиле су да је Атлетико Мадрид понудио да Ванда Метрополитано буде трајно место одигравања финалних утакмица Куп Краља 
Дана 27. марта 2018. године, на стадиону је први пут играла Шпанија пријатељску утакмицу против Аргентина, у победи од 6—1.
Дана 21. априла 2018. године, одржано је финале Куп Краља 2018. између Севиље и Барселоне. Барселона је победила са коначним резултатом 5—0. Током игре, Андрес Инијеста је замењен, добио је овације од стране навијача пошто је то био његов последњи меч у дресу Барселоне у којем је и постигао погодак.
Дана 17. марта 2019. године, Метрополитано је био домаћин утакмице шпанске женске лиге између Атлетико Мадрида и Барселоне, са 60.739 гледалаца који су присуствовали утакмици, постављен је светски рекорд у броју гледалаца на једној женској утакмици.

## Транспорт и приступ
Градско веће Мадрида, Министарство јавних радова и промета и Атлетико Мадрид потписали су споразум с циљем изградње потребне инфраструктуре за приступ стадиону. Прва фаза радова се планира да буде пре отварања стадиона, а радови су на новом улазу М-40 према Авениди Луис Арагонес, веза између Есенховер-овог чвора (М-14 и М-21) и сервисног пута до стадиона, као и побољшање улаза уз Авенију Арсенталес, и изградњу другог вестибула и приступ постојећој метро станици Естадио Метрополитано. Ова инфраструктура ће бити плаћена од стране клуба за цифру која је близу 30 милиона еура.
Друга фаза радова ће се одржати касније, након отварања стадиона. Најава Министарства јавних радова и Транспорта о отварању станице О’Донел Канилејас у Мадриду, правећи постојећу станицу - тамо где се ниједан воз не зауставља - у нову станицу за суседство Рејас. Станица би се налазила на раскрсници путева М-21 и ауто-пута М-40, у близини трговачког центра Сијудад Пегасо и Пленилунио, у близини новог стадиона Атлетико Мадрида.
У делу јавног превоза, Градско веће наставља разговоре са шпанским Министарством јавних радова и саобраћаја и Заједницом Мадрида да се настави са побољшањем приступа новом стадиону и прилагоди мобилност ка знатном порасту који ће бити поднесен у суседству након што се заврши нови стадион. Мере предложене од стране општине Мадрид су захтев да се линија 2 Метро прошири на будућу станицу Канилејас Мадрид О’Донел, као и на повезивање наведене линије 2 са линијом 7 тренутне станице метроа Естадио Метрополитано која има највећу платформу мреже.
У близини стадиона налазе се још три станице метроа, две до 20 минута хода: Лас Росас (линија 2), Канилејас (линија 5) и Лас Мусас (линија 7), која је удаљена 10 минута хода до стадиона.
Стварне линије аутобуса ЕМТ Мадрид са станицом у близини стадиона су: 28, 38, 48, 140, 153, Е2, Н5 и Н6; (ове последње две линије су ноћни аутобуси). Линије међуградских линија: 286, 288 и 289. ЕМТ води посебну услугу на дане мечева са једном линијом која почиње од станице Канилејас до стадиона (линија СЕ721), Канијелас има везу са метро линијом 5 и ЕМТ аутобуском линијом 77, 101, 140, 151 и 200.

## Галерија
- Стадион у облику чешља, порекло надимка Ла Пејнета, у марту 2012. године
- Притиснути прстен крова у Августу 2016. године
- Поглед на стадион током реконструкције у јуну 2017. године
- Унутрашњи поглед на стадион у августу 2017
- Унутрашњост стадиона са западне трибине 2017. године
- Поглед од споља на стадион на дан свечаног отварања